# ゲッターロボ號
『ゲッターロボ號』（ゲッターロボごう）は、1991年2月11日から1992年1月27日までテレビ東京系で全50話が放送された、東映動画製作のロボットアニメ。また、同時期に発表され内容が大きく異なる石川賢による漫画。
両者を並列表記とすると説明が繰り返され煩雑になるため、当記事では先にアニメの情報、次に漫画の情報をアニメとの相違点を中心に記述する。

## アニメ版

### 概要
テレビせとうち（TSC）製作のアニメ第三弾。当初は東映の横山賢二によって『マジンガーZ』のリメイクとして企画され、版権元のダイナミック企画は『ゲッターロボ』のリメイクを提案し、これを受ける形で東映は企画を『ゲッターロボ』に変更した。そのため「主役の一文字號の容姿は兜甲児に似ている」「敵幹部が全員爵位を持っている」「渡辺宙明の音楽」などにその名残を残している。
当時のロボットアニメは、いわゆるリアルロボットものとスーパーロボットものとが併存している時期であった。本作は当初はプロト・ゲッター発進シークエンスやバトルヘリによる援護などリアルロボットテイストを盛り込んでいたが、2クール目以降は1970年代のスーパーロボットアニメを彷彿とさせる作風としたり、新主題歌に水木一郎を起用する（OPはヒーロー物定番の"雄叫び"ソング、EDはバラード調の曲）などの路線変更が行われた。
旧シリーズとのストーリー上の繋がりは一切無く、旧シリーズの「合成鋼G」「ゲッター線」といった設定も登場しない。一方、プロデューサー吉田竜也がインタビューで明かした話によれば、中盤に旧シリーズの登場人物である神隼人を指揮官として登場させる案が横山賢二との間であがったが、隼人役の声優であるキートン山田のスケジュールの都合で没になった、という。
番組スポンサーとして玩具を手がけたバンダイグループのユタカは、過去のゲッターでは成されなかった変形合体の完全再現を目指して商品の企画開発に臨んだ。。石川賢は後にインタビューで「ユタカ側が非常に意欲的で、しかも完全な変形合体が出来たことに驚いた」と述懐している。
本作放映終了後、横山賢二の当初の要望通り引き続きマジンガーZのリメイク作も企画されたが、実現しなかった。制作を担当していた東映（東映動画）は、この作品を最後にロボットアニメから一時撤退。東映によるロボットアニメは『ガイキング LEGEND OF DAIKU-MARYU』まで途絶えることとなった。
本作以降のゲッターロボ関連のアニメ作品はいずれもOVAとして制作され、テレビアニメは2021年の『ゲッターロボ アーク』まで途絶えた。

### ストーリー
西暦200X年、ダイヤモンド及びセラミックの数百倍の強度を持つ特殊な希少金属「G鉱石」が発見された。その採掘・研究開発のために北極に建造された多国籍開発基地「ポーラー・ステイション」を乗っ取り、蛇牙城（ベガゾーン）を築き上げた狂気の科学者「プロフェッサー・ランドウ」は、G鉱石で装甲した巨大ロボット怪獣「メタルビースト」の軍団を率いて世界征服に乗り出した。
日本の防衛庁はそれに対抗するため、北海道のサロマ湖畔にあるNISAR（ネイザー、日本国際航空宇宙技術公団）の所有する、同じくG鉱石にて装甲された宇宙開発用ロボット「ゲッターロボ」に協力を要請。当初はゲッターロボを戦闘用とすることに難色を示していたNISARの橘博士だったが、戦いの中で息子の信一が命を落としたのをきっかけに、ゲッターの戦闘用強化に本腰を入れることになる。
当初は非変形で武装も無く、徒手空拳で戦っていたゲッターロボであるが、激しさを増す戦いの中で徐々に武装が施され、第11話で3機の飛行メカが合体、3種の形態に変形するスーパーロボットへと生まれ変わる。

### スタッフ
- 企画：大西良昌（ビックウエスト）、横山賢二（東映動画）
- 原作：永井豪、石川賢とダイナミックプロ
- 連載：月刊少年キャプテン、テレビランド[注 12]（徳間書店）、てれびくん、幼稚園、別冊コロコロコミック、学年別学習雑誌（小学館）、テレビマガジン[注 13]（講談社）
- 企画協力：ダイナミック企画
- 音楽：渡辺宙明
- 製作担当：小塚憲夫、目黒宏
- キャラクターデザイン：大島城次
- 美術デザイン：行信三
- シリーズディレクター：芝田浩樹
- プロデューサー：岡崎千代（テレビせとうち）、吉田竜也（東映動画）
- 編集：西山茂
- 録音：川崎公敬、波多野勲
- 効果：今野康之（スワラプロダクション）
- 選曲：オーディオ田中
- 記録：岡本洋子
- 現像：東映化学
- アニメーション制作：東映動画
- 制作：テレビせとうち、ビックウエスト、東映

### 主題歌

#### オープニングテーマ
「21世紀少年（21st Century Boy）」（第1 - 14話）
作詞 - 尾上文 / 作曲 - 岡井大二 / 編曲 - 遠山裕、岡井大二 / 歌 - 貴水博之（発売：バンダイ・ミュージック）
第4、11話では挿入歌として使用された。
「ゲッターロボ號」（第15 - 50話）
作詞 - 康珍化 / 作曲・編曲 - 渡辺宙明 / 歌 - 水木一郎、森の木児童合唱団（発売：日本コロムビア）
第13話ではインストゥルメンタル（いわゆるメロオケ）が使用され、第18、25、29、37話では挿入歌として使用された。

#### エンディングテーマ
「GRIEVOUS RAIN」（第1 - 14話）
作詞 - 久和カノン / 作曲 - 大堀薫 / 編曲 - 遠山裕 / 歌 - 貴水博之
「友だちになりたい」（第15 - 50話）
作詞 - 康珍化 / 作曲・編曲 - 渡辺宙明 / 歌 - 水木一郎
エンディングのスタッフ・キャストクレジットは第16話まで東映動画作品伝統の手書きクレジットだったが、第17話からオープニングのスタッフクレジット用字体を一回り小さくしたタイプに変更した。

#### 挿入歌・イメージソング
以下の7曲は番組放送時発売の主題歌・挿入歌CD （発売：日本コロムビア）が初出。
全曲とも、作曲：渡辺宙明 / 編曲：石田勝範
「NISAR」（第32、36、39、44話）
作詞：松本一起 / 歌：水木一郎
「恋人と呼びたい」
作詞：松本一起 / 歌：草尾毅
「Dear Friends 」（第50話）
作詞：松本一起 / 歌：沢崎靖英
「赤毛の戦士」（第37、42話）
作詞：康珍化 / 歌：堀江美都子
「悪の華」
作詞：松本一起 / 歌：沢崎靖英
「ぶつかってこい」（第35、36、42、50話）
作詞：松本一起 / 歌：水木一郎
「ワンニャンDr.」
作詞：松本一起 / 歌：堀江美都子

### 登場キャラクター

#### ネイザー
一文字號
声 - 草尾毅（タイトルコール及び次回予告ナレーションも兼任）
ネイザーでゲッターロボのパイロットとしての訓練を受けていた候補生の1人。ゲッター大改造後はゲッター號のパイロット担当となる。17歳で血液型はB型（第33話）。正義感の強い熱血漢。その反面いささか短気でお調子者、直情径行型なのが欠点だが、運動神経や格闘センスは抜群であり、それを活かした戦いぶりが幾度も危機を脱するきっかけを生んだ。戦闘時こそシリアスな表情を見せるものの、基本的には三枚目寄りの二枚目半。しばしばことわざの勘違いから親父ギャグを口にし、剴の「為すがまま」という言葉に対して「茄子がママ、胡瓜がパパか」と返したり（第27話）、「死中に活を求めた」という言葉を「シチューにカツ」と勘違いする（第46話）など、勉強（特に文系）は苦手。「俺とゲッターは一心同体」（第36話）「お前（ゲッター）が死ぬときは俺たちが死ぬとき」（第50話）と口にするほど、ゲッターへの思い入れは強い。
橘翔
声 - 小林優子
橘博士の娘で信一の妹。16歳。髪型は赤毛のショートヘアで、後ろ髪が大きく跳ね上がっている。もともとはネイザーのメカニック・チーフだったが、戦いの激化に伴いバトルヘリに乗ってゲッターをアシスト、第11話以降はゲッターチームの一員となる。男勝りな性格で、自分を「ボク」と呼ぶ。亡き兄に対する想いは深く、そのことが焦りや不安を招いて窮地に陥ることもあった反面、励みや奮起のきっかけとなったこともある（第12話など）。見かけによらず大食漢で周囲をしばしば呆れさせる（第21、33話ほか）。意外にも剣道の腕前は號より上らしい（第29話）。3人の中で唯一、宇宙パイロットとしての訓練を受けていないため、ゲッター翔での宇宙戦や大気圏脱出・再突入で大苦戦する(第30話）。
大道剴
声 - 神谷明
ネイザーのパイロット訓練生の1人。17歳。短く刈り込んだ髪が特徴的な、生真面目で堅物な性格をした痩身の日本男児。大柄で鍛えられた体躯をしているがその見た目より繊細で、強すぎる責任感ゆえに翔にコンプレックスを抱いたり、入れ込みすぎて実力を発揮しきれなかったり、深夜の特訓で過労に陥ってしまったりする一面がある（第13話）。一人称は「自分」。日々の鍛錬にも熱心で、しばしば剣道（素振り）をしている姿が見られた（第17、25話ほか）。
初期はプロト・ゲッターのパイロットの座を號と競い合っていたが、信一の適正判断から不承不承バトルヘリに乗って援護に回っていた（第5話にて號のほうが適任であると認めるに至る）。ゲッター大改造後はゲッター剴のパイロットに正式に就任する。
人づきあいが不器用なため、気持ちとは裏腹に弟の哲にも厳しく接し、関係がギクシャクしていたが、やがて解りあう。
橘信一
声 - 古川登志夫
翔の兄で、橘博士の長男。ネイザーのパイロット候補生たちのまとめ役で、教官でもあった。メタルビーストとの戦闘では剴とともにバトルヘリに搭乗し、號のサポートに回る。メタルビーストの襲撃を受けてなおゲッター武装化を渋る橘博士の姿勢を、面と向かって「父さんは逃げている」と非難した。その後、戦闘の最中に命を落とし（第2話）、彼の死が橘博士にゲッターの強化・武装化を決断させ、同時に翔がゲッターチームとして戦うきっかけともなった。
武藤由自声 - 金丸淳一
ネイザーの情報処理班チーフ。15歳ながらコンピュータープログラミングのエキスパートで、ゲッターの合体プログラムなども作成した。もっぱらオペレーターやGアームライザーの遠隔操作などを担当し、頭脳面でゲッターチームを補佐する。一方でゲッターロボのパイロットへの憧れも強く、その気持ちをヤシャによる洗脳で利用されたこともある（第33話）。運動能力はイマイチだがデスクワークばかりかといえば決してそうでもなく、序盤はバトルヘリに乗ってプロト・ゲッターの援護にたびたび出撃し、ゲッター大改造後もバトルヘリや輸送ヘリ（ゲッターロボ輸送機）を操縦して多くの働きをした。またカナダの子供たちからの救援要請に一人先走って飛び出したり（第15話）、Gアームライザーが遠隔操作不能になって不時着した際には、直接出向いて搭乗する（第41話）など、見かけによらずアクティブな面もある。
「モモタロウ」という名のモモンガをペットにしている。
リー・フォア・メイ
声 - 原えりこ
ネイザーの医務室に勤めるメディカル（ルーム）・チーフ。ブロンドの美女であり、號達ゲッターチームの男性からも好意を持たれているが、いつも軽くあしらっている。剴の特訓による睡眠不足に気付いて指摘する（第13話）など隊員の健康に気配りする。ただしミーハーの気もあるようで、追加補充クルーとして紹介されたシュレンドルフの画像を見た時は「タイプだわ」と口にして頬を赤らめ、歓迎パーティーの準備ではウキウキと張り切ったりしていた（第23話）。物語終盤には剴との交流が深まり、いい雰囲気になっていく。
Dr.タマ、Dr.ポチ
声 - 田の中勇（タマ）、佐藤正治（ポチ）
橘博士の助手。話す際の語尾にポチは「ワン｣、タマは「ニャン」が付く。
Dr.ポチには、プロレスファンにして"カール・クラウザー"を信奉するアキラ（声 - 頓宮恭子）という息子がいる（第18話）。
橘博士
声 - 永井一郎
ゲッターロボの開発者でネイザー所長。51歳。信一、翔の父親でもある。物語の最初期においては、平和利用のために開発したとしてゲッターロボの戦闘への投入に反対し、その武装化にも消極的だったが、息子の信一の戦死を機に、また號たちの熱い想いや尽力する姿を目の当たりにして、ゲッターロボの強化・武装化を決断（第9話）。ついにはランドウと戦う覚悟を決めてゲッターチームの指揮を執るようになる。
岡田
声 - 佐藤浩之
ゲッターロボのパイロット候補生（訓練生）の一人。第1話では由自とともに大型ヘリを操縦して、プロト・ゲッターを戦場まで空輸した。その後もたびたび輸送ヘリ（ゲッターロボ輸送機）を操縦するなどして戦いをサポート。第28話では橘博士とともに敵基地に拉致されるも、脱出する契機を作り、かつ吉井レミを発見・救出する活躍をした。ちなみにゲッターロボのパイロット候補生として、ほかに名の無い者5名が設定画に描かれている。

#### ランドウ一味
プロフェッサー・ランドウ
声 - 郷里大輔
5年前に学界から忽然と姿を消した天才科学者。さらなる知能の向上のために自らをコンピューターと接続した結果、精神を病んでしまい狂気に飲まれ、北極の多国籍企業ポーラーステイションを占拠、G鉱石採掘場を抑え、ベガゾーンに改造して世界征服を始める。かつてはロボット工学、コンピューター開発の権威で（第1話より）、橘博士とも面識がある（第8話）。メタルビーストなどによる武力侵攻にとどまらず、コンピューターを駆使して世界侵略の作戦行動を隠蔽する（第15話）など、全世界規模の情報操作も行っていたが、ヤシャ男爵、ラセツ伯爵、ナルキス子爵らの幹部各々にメタルビーストを作らせて作戦遂行に当たらせるのが基本戦略だった。ランドウはそのヤシャ男爵やラセツ伯爵を実の息子や娘のように慈しむという意外な一面を持っており、ヤシャの死に際しては「我が息子たちよ」と嘆き葬式を行ったほどだが、最終的にはラセツを「不要になった部品」と言って見捨ててしまう。
終盤、メタルビースト・バケロースに意識を移しているところをナルキスに肉体を破壊され、消滅したと思われていたが、ラセツの胸部の醜男を経由して意識体(本人いわく魂）をベガゾーンの起動要塞メインコンピューターに移し復活、ナルキスとゲッターに襲いかかるも、ナルキスに中枢に侵入され返り討ちに合う。
ヤシャ男爵
声 - 佐藤正治（兄）、池水通洋（弟 / ナレーションも兼任）
強靭な1つの体に2つの頭部を持つミュータント兄弟。典型的な力任せの作戦を行う幹部。右肩が残忍な性格の兄、左肩が獰猛な性格の弟（兄は知能派、弟は粗暴とする資料もある）で、兄弟としての絆はとても強い。一方、第6話や第17話のランドウの言葉にもあるように、ラセツ伯爵とも遺伝子上兄弟といえる間柄なのだが仲が悪く、常にいがみあっている。
ラセツ伯爵
声 - 阿部道子（女）、永井一郎（男）
男女が融合したような姿のミュータント。ヤシャ兄弟とは対照的に普段は沈着冷静だが、怒ると胸部に醜い男性の顔が現れ威圧的な口調を発する（別人格かどうかは不明）。バイオテクノロジーのエキスパートで、変身や妖術といった特殊能力を持ち、知略を使った狡猾・卑怯な作戦を得意とする。終盤で父として慕っていたランドウに見捨てられ、傷心のままベガゾーン内を彷徨っていたところを潜入していたレミと遭遇し、心を交わしたものの爆発に巻き込まれ共に散る。
ナルキス/ナルキス子爵
声 - 堀川亮
第31話でランドウの前に突如として現れ協力者として戦列に加わった、異次元から来た謎の超能力少年。ランドウに功績を認められ爵位を贈られたことで“ナルキス子爵”を名乗るようになる。シルバーブロンド（銀髪）の容姿に優雅な振る舞いと貴公子と呼ぶに相応しい人物。號を「一文字君」と呼び、ライバルとして接している。超能力に関してはメタルビーストをテレポートさせたり、超能力を与えたり、敵の行動を停止させたり、ソードトマホークすら簡単に蒸発させる程の力を持つ。実は首から下げたペンダント「ゴッドストーン」が超能力の源であり、これを奪われるか壊されると超能力を発揮できなくなる（第45話）。常にディアナの腰の玉座に座っていて立ち上がったことすらないが、歩けないのかどうかは不明。本人の弁によればその真の目的は世界征服ではなく、美しい地球そのものを手に入れることであり、地球を汚す人間はむしろ邪魔で排除する対象だという(第46話）。その一方で最終的な地球の支配者になること（第43話）、世界各地の聖域の神秘的パワーを手に入れて神そのものになること（第44話）などが目的、とも語っている。終盤でランドウに反旗を翻して彼を抹殺し、メタルビースト軍団を掌握。さらには国連を脅して降伏させ、ゲッターチームを実質的に孤立化させるが、ベガゾーンに突入してきたゲッターチームに対し、メタルビースト・カローンを駆って最後の勝負を挑む。その戦いでゲッターを圧倒するも、號が思いついた持久戦により超能力を消耗して敗北。自らの負けを認めながらも、人間を愛するゲッターチームを認めずに散った。その正体は最後まで不明。
ディアナ
ナルキスに仕える謎の女性巨人。腰のベルト前面に括り着けた玉座にナルキスは腰掛けており、乳房をヘッドレストにしている。ナルキスへの忠誠心は高いが、二人の関係性はまったく不明。寡黙で言葉をほぼ喋らず、表情からもその感情や意思は読み取れない。またベガゾーン内の隔壁を素手で突き破るほどの怪力の持ち主だが生身かどうかすら判然としない（なお第45話では立ち上がるときに機械の駆動音のようなものがしている）。ナルキスと片時も離れず常に一体となって行動するが、別行動をとったこともある（第43、45、49話）。最期はナルキスと運命を共にして消える。

#### その他のキャラクター
以下、ソードトマホークやGアームライザーに関する記述においては、映像本編での「磁鋼剣」との記述（第36話サブタイトル）や、参考資料の該当箇所で"G鉱石"よりも"磁鋼石"と表記されているものがやや多かったため、それに倣う。
吉井レミ
声 - 遠藤みやこ
故･吉井博士の娘で助手でもあった若き女性科学者。父の研究を受け継ぎ、"磁鋼石に代わる複合素材"の製造方法をネイザーに伝授し、Gアームライザーの開発者として、ゲッターロボの強化に貢献する（第32話）。
終盤、自らGアームライザーに搭乗して號たちのベガゾーン突入作戦に同行し、捕らわれの科学者・研究者たちを救出するためにベガゾーン内に潜入。ミッションには成功するもののランドウに裏切られたラセツとベガゾーン内で再会し、お互いをわかり合えたその直後に共に爆発に呑まれてともに散る。號とはお互いにほのかな好意を抱いていた様子がうかがえる。
吉井博士
声 - 宮内幸平
橘博士の古くからの友人で、"磁鋼石の結晶化"研究の第一人者。ソードトマホークの理論の完成を目指して研究に没頭していたが、なかなか成果は上がらないうえに資金に行き詰まり妻も亡くし、失意のうちに幼い娘レミを連れて失踪していた。しかしその後、ランドウに捕らわれ、レミを人質に研究を強要されていたことが明らかになる。長年に亘る心身への無理が祟ってかその研究中に亡くなってしまうが、実はその時点ですでに"磁鋼石に代わる複合素材"と、磁鋼剣ソードトマホークの開発に成功していた。（第28話）
大道哲
声 - 佐藤智恵
剴の弟で8歳、学校のクラスは2年3組（第25話）。腕白だが“お兄ちゃんっ子”の甘えん坊。手紙すら寄こさない兄を心配してネイザーに忍び込んだことで騒動になる（第7話）が、由自を筆頭にメイ達ネイザーのメンバー&クルーから、実の弟のように可愛がられようになる。
シュレンドルフ・オカザキ
声 - 堀秀行
日独ハーフ。国連平和軍ヨーロッパ本部空軍のエースパイロット。橘博士がゲッターの第4のパイロット候補としてスカウトしていた。少々キザで無鉄砲ではあるが、戦闘の腕前は超一流で「ミラクル・ガイ」の称号を持つ。専用のF-22を操り、メタルビースト・マクバに決死の体当たり攻撃をかけゲッター翔を勝利に導く。翔はシュレンドルフの戦闘中の言動が癇に障ったのか、やたらと突っかかっていたが、シュレンドルフは翔に好感（あるいは好意）を抱いていたようである。また橘博士はシュレンドルフの活躍や、上官であるシュタット大佐との間柄を目にして思うところがあったらしく、結局パイロット採用を取りやめとした。（第23話）

### 登場メカ
ゲッターロボ
ゲッターロボは当初NISARが造り上げた宇宙開発用巨大ロボットのプロトタイプであったが、対メタルビースト用に武装改造を重ねた結果「3機のメカを自在に組み合わせることで様々な状況に対応出来る」戦闘用多機能合体変形ロボットへと発展した。
ゲッター號、翔、剴の3種類の合体形態（フォーメーション）は、過去のゲッターロボと異なり、玩具においても実現可能な3種類合体としてデザインされた（アニメと玩具ではデザインやシステムがやや異なるので正確には完全再現ではない）。ゲッター號・翔は分離時の各戦闘機であるゲッターマシン（それぞれゲッター1、2、3）のうち2機を合体させることで人型を作り、残り1機をブースター（バックパック）として背中に装備する構造だが、ゲッター剴のみ2機を接合した上半身を、無限軌道を備えた戦闘機体に垂直合体させた、初代ゲッター3と類似したフォルムとなっている。
以下、混乱を避けるために、各戦闘機名ゲッター〇はゲッターマシン〇号機と記述する。（例：ゲッター2→ゲッターマシン2号機)
ゲッターマシン各機は機銃とミサイルそれぞれ2門ずつで武装している。
各形態（フォーメーション）への変形・合体は、コクピットのメインスクリーンの下に"変形・合体用のプログラムを起動させるキーであり、携帯用の通信機やビームガンに変形可能なカセットキー（玩具名：ゲッターフラッシャー）"を、「フルパワーチャージング、セットアップ!」の掛け声とともにはめ込むことで行われる。合体コールは「チェンジゲッター（+各形態名=パイロット名）」で、分離コードは「チェンジゲッターオフ」である。
なおアニメ版では漫画版と異なり駆動エネルギーよりもG鉱石による装甲のほうが重要視されていて、エネルギーに関しては第39話にて"Gエネルギー"であるというセリフがあるものの、それ以上は特に触れられていない。
ゲッターロボ（プロト・タイプ）
橘博士が宇宙開発用に完成させていたロボット・ゲッターロボ試作1号機。正式名称はGT-R PT・1、通称「プロト・ゲッター」。メタルビーストと同じG鉱石で作られているため、唯一対抗できる戦力として扱われた。搭乗員は1名で、対メタルビースト戦においては主に一文字號がメインパイロットとしてその任に就いた。本来は作業用ロボットなので武装されておらず、そのため初戦では徒手空拳で戦わざるを得なかったことから、第10話までは本機の武装化を繰り返しながら敵に対応していた。
G鉱石の唯一の採掘場でもある北極をランドウに抑えられているため、修理には残り少ない在庫分をやりくりしていただけでなく、倒したメタルビーストの残骸を回収して再利用もしている（第5話）。第6話では捕獲目的のネット砲、メタルビースト捕獲砲を使用した。
対メタルビースト・クラブ戦で手首の油圧を暴走させて使った即席技を元に「ナックルボンバー」が武装技として追加され、観測用の人工地震用ロケットを改造した「ハンディミサイル砲」を武器として投入するのと同時に、防御力を高めるペイントも施された（第3話）。
空を飛ぶメタルビースト・メイラとの不利な対決（第8話）を機に飛行ブースターが追加され（第9話）空中戦も対処できるようにはなったが、メタルビースト・ダルゴとの水中戦（第10話）でまたも不利を強いられ、陸、空、海と地形を選ばず襲い掛かるようになったメタルビースト軍団相手に限られたG鉱石で戦えるように、第11話での大改造により全ての戦場に対応を可能とした完全な戦闘用ロボットに生まれ変わった。
ゲッター號（ごう）
「フォーメーション號」とも呼ばれる形態。全長20m、重量21.5t。第11話から登場。メインパイロットは一文字號。
原型であるプロト・ゲッターのスタイルを受け継いだ地上戦タイプで、格闘戦に長けている。外見は「ナックルボンバー」正式装備後のプロト・ゲッターと大差ないが、ジャイロとブースター（ゲッターマシン2号機）が背中に付いてる点が異なる。行動範囲こそ地上に限定されるものの汎用性が高く、もっとも出番が多い。水中での初合体ではゲッター剴からゲッター號への合体を成功させている（第16話）。また、2号機と3号機のジェットブースターを同時に使用することで、短時間だが飛行も可能（第49話）な万能型でもある。
武器はプロト・ゲッターの頃からの武装である両拳の「ナックルボンバー」、背中のホバージャイロから放射する電磁波攻撃「マグフォースサンダー」、背中のジャイロを取り外して回転鋸として投げる「ブーメランソーサー」、脛（3号機の垂直尾翼部）から刃が飛び出して蹴り技などで相手に斬り付ける「レッグブレード」など。
ゲッター翔（しょう）
「フォーメーション翔」とも呼ばれる形態。全長19m、重量21.5t。第12話から登場。メインパイロットは橘翔。
空中戦タイプで高速戦闘を得意とし、機動性と跳躍力に長けている。フォルムが女性的な外見的特徴を持つ。元々宇宙開発のために製造されたゲッターロボだが、劇中で宇宙戦闘の経験がある形態はゲッター翔だけである。
武器は腕のドリルを使って敵に突入して貫通する「トルネードアタック」（ドリルを機首部分ごと撃ち出す「トルネードランチャー」）、胸から発射するミサイル「ブレストボンバー」、ビームリボンを発射して敵を絡め取る「ストリングアタック（第12話では「ゲッターストリング」と叫んで放っている）」など。なお玩具では二門一基のツインキャノンを左腕に装備可能。
もし翔の兄・信一が戦死していなければ、パイロットは信一が務めていたはずと、翔が想いを馳せる描写がある（第12、19話）。
後年、アニメ版『ゲッターロボ アーク』（第8話）にゲッターマシン2号機のみが登場している。
ゲッター剴（がい）
「フォーメーション剴」とも呼ばれる形態。全長16.5m、重量21.5t。第13話から登場。メインパイロットは大道剴。
水中戦および地中戦タイプ。パワー攻撃に長けている。突進戦にも対応。行動範囲が特殊な環境であるためか3形態のなかで一番出番が少ない。初登場時にも剴の不慣れと優柔不断さが災いして、合体した直後はまともな動きを取れなかった。
武器は胸から発射する熱線「ブレストビーム」、チェーン付きミサイルアンカーを敵に打ち込む「ハープンキャノン」（そのまま引き寄せるためのウィンチ機能が付いている）、ミサイルを発射する「インパクトキャノン」、ゲッターマシン2号機のドリル部を回転させ突っ込む体当たり「Gトルネードアタック」（第25話）など 。玩具では、鎖付き鉄球「ガイハンマー」が付属するほか、ゲッターマシン2号機のドリルを外してパワーショベルを装備すれば、強化形態とすることが可能。
Gアームライザー
ゲッター號が装着するエネルギー増強プロテクターと、それを戦場まで輸送する支援戦闘機とで構成される、遠隔操縦可能な有人飛行ユニット（基本は無人運用）。機体下部に二門のキャノン砲を装備し、支援攻撃機として使用されるほか、ゲッター翔を乗せて飛行したこともある。支援戦闘機には地上走行用の無限軌道が備わっており、玩具「スーパー合体」セットでは巨大なパワーショベルが付属していて、ゲッターマシン2号機と支援戦闘機のどちらの機首にも装備可能（「磁鋼合体」セットにはGアームライザーが付属していないため、こちらは2号機にだけの装備となる）。
なお専用カタパルトには「G4」というマーキングがされていることから、ゲッターマシン4号機として認識されていると思われる。
スーパーゲッター號
ゲッター號にGアームライザーから分離したエネルギー増強プロテクター（ブレストガード、ウエストプロテクター、レッグプロテクター）を装着した形態。ゲッターロボ単独ではエネルギー不足で使用できなかった新兵器「磁鋼剣ソードトマホーク」が、これによって使用可能になるうえ、装着時にはゲッター號のすべての武装の威力が20%増しになるという副次効果も得られた。その反面、プロテクターの分だけどうしても動きが鈍くなる、という號のセリフもある（第33話）。ソードトマホーク使用を前提に開発されたため、プロテクターを装着できるのはゲッター號のみ。装甲の材質には、磁鋼石の製造技術を応用して開発された複合素材を使用している。
なお、ソードトマホークはゲッター単独でエネルギーが不足の時、鍔にあたる斧部分までしか形成することができなかった。しかしそれを逆手に取り、ゲッター號（第41話）とゲッター剴（第46話）がそれぞれ、旧作のゲッター1の必殺技「トマホークブーメラン」を劇中で披露している。この形状は玩具でも再現可能であった。
本編では「スーパーゲッター號」の呼称はいっさい使われていない。
バトルヘリ
ネイザーに配備されている武装ヘリコプター。ロケット弾・ミサイル・バルカン砲などで武装している。基本的に一人で運用されるが複座式である（第10話）。ネイザーには有事に備えて防衛庁から貸与されており、最低3機以上は配備していた模様。ゲッターロボが合体変形可能になるまでは、出動時のゲッターの空からの援護を担当。第12話以降ゲッターロボがゲッターマシンで出動し、戦闘でも合体変形によって地形を選ばずに戦えるようになったため、出撃の機会はめっきり少なくなったが、必要に応じて由自らが操縦して支援戦闘などに参加することはあった（第15、21話ほか）。
大型ヘリ
ネイザーの大型輸送ヘリ。タンデムローター方式で搭乗員は2名。第1話では由自と岡田が操縦し、プロト・ゲッターを戦場まで輸送しただけにとどまらず、ゲッターをワイヤーで吊り下げてメタルビースト・ギルガ撃破を支援するなど戦闘にも参加した。第3話では翔が操縦し、メタルビースト・ダムドに苦戦中のプロト・ゲッターに、新開発のハンディミサイル砲を届けた。
輸送ヘリ（ゲッターロボ輸送機）
単体では移動距離が限られているプロト・ゲッターを運搬するために開発された専用輸送機。第4話以降戦闘に投入された。可動式の大型コンテナを囲む両翼と尾翼（計4基）の推進器の角度を変えることで、垂直離着陸やホバリングが可能。ワイヤーを垂らしてゲッターを吊り上げたり、そのまま運搬したりといった運用も為された。乗員は1ないし2名で、剴や由自が搭乗できない場合は、岡田が操縦を担当することも多い。ゲッター大改造後は遭難者の救助や、中破したゲッターを回収するなど主に支援としての働きが多くなったが、最終話では橘博士たちを乗せて北極へ向かう重要な役割を担っている。
資料によっては既存の大型ヘリをゲッター輸送専用に改造したとするものもあるが、それが前述の大型ヘリのことを指すのかどうかは明らかでない、とも書かれている。
ガードロボ
第11話に登場した有人の大型ロボット。名前の通りネイザーの警備用ロボットで、右腰部前面にはウインチ、左腰部側面には手榴弾が内蔵されている。由自が操縦する予定だったが、プロト・ゲッターが改造中だったため號がこれに乗って出撃した。その際にはハンディミサイル砲を携行している。メタルビースト・ビーンを倒そうとして、至近距離から捨て身で投げた手榴弾の爆発に巻き込まれ全壊してしまう。
BIG NISAR（ビッグ・ネイザー）
第11話でネイザー本部施設がランドウ軍の攻撃で壊滅した直後、サロマ湖上の無人島を割って湖底から出現した新たな本部基地。その規模は本体だけで東京ドーム約３つ分の面積を有し、ゲッターマシンの専用カタパルトを備える。本体周囲の４基のマルチ・シールド・システムには電磁シールドの発生器が格納されており（第21話ほか）、平時では簡易ヘリポートとして使用可能のほか、必要に応じて上部ハッチが開いて機銃などの各種武器やレーダーなどが現れる。また敵襲に際しては本体上部をドーム状のシェルで覆い、防御態勢をとることもできる。ポチ・タマの発言からゲッターロボ大改造以前から、有事に備えて建設されていたと思われ、防御面も含め旧施設から機能が格段に向上している。
なお、ネイザー施設の設定画には言い訳と称して、“G鉱材は、そもそも海底の中から得られるため、貯蔵する際も、純粋な海中でなければならない。したがって、サロマ湖は海水がほどよく入り込んでいるため、G鉱材の貯蔵に適している？尚、精製化工後のG鉱材は陸上でも保管可能である”（誤字と思われる箇所もあるが、“？”マーク含め原文ママ）との書き込みがあるが、正式に確定した設定かどうかは定かでない。
メタルビースト
プロフェッサー・ランドウがG鉱石を装甲に利用して開発した機械怪獣型主力兵器。ほとんどはラセツ伯爵やヤシャ男爵が造って操る。中にはビーンやボーンのように後継機が存在するものもある。後に登場したナルキスが作るメタルビーストは、ギリシア神話の怪物をモチーフにしている。
邪威岩･深（ジャイガン・シン）
ランドウ軍の巨大潜水艦。多数のミサイル、魚雷、砲塔などで武装しており、ヤシャ男爵やラセツ伯爵が、メタルビーストの移送や現場での作戦指揮を執るための移動要塞として使用する。
浮遊要塞ラビュリントス
第38話より登場するナルキス専用の空飛ぶ移動要塞。ゲッターロボをヤシャ男爵のネパール前線基地にテレポートさせ、両者を戦わせてる間に建造・完成させた。ナルキスの超能力で稼働している。
起動要塞（機動要塞）/ベガゾーン機動要塞
ベガゾーン正面中央の巨大な髑髏部分がせり出し、分離して独自に活動する移動要塞。ランドウの切り札にして、力の源たるスーパーコンピューターを搭載したベガゾーンの中枢ユニットでもある。ランドウの魂を宿し、その新たな体となってゲッターとナルキスに襲いかかった。両目の中に装備されたビーム砲は、浮遊要塞ラビュリントスを一撃で破壊・撃墜するほどの威力を有する。弱点は向かって左の顎の下、装甲の薄い部分で、そこを破られてゲッターに内部に侵入され、内部からの攻撃を受けるものの大きなダメージとはならず、結局とどめを刺したのはナルキスの超能力であった（第49話）。

### 放送リスト
登場するメタルビーストの名称の表記は、基本的に劇中におけるクレジットに従っている。ただし、クレジットが表示されるようになるのは第11話からなので、第1-10話までのメタルビーストの名称やその漢字表記は、DVDの付属ブックレットや双葉社の『ゲッターロボ大全G』を参考とし、複数の表記がある場合はそれぞれに出典を附した。また、第11話以降も特記事項などがある場合は、出典や注釈を附けている。
| 話 | 放送日         | サブタイトル             | 脚本     | 演出     | 作画監督          | 美術         | 登場メタルビースト他                                                                        |
| -- | -------------- | ------------------------ | -------- | -------- | ----------------- | ------------ | ------------------------------------------------------------------------------------------- |
| 1  | 1991年 2月11日 | 出動!! 武器なき戦い      | 星山博之 | 芝田浩樹 | 大島城次 袴田裕二 | 行信三       | メタルビースト ガンマ（癌魔） メタルビースト ブロン（武乱） メタルビースト ギルガ（嵬硫呀） |
| 2  | 2月18日        | バトルヘリ攻防戦         | 大橋志吉 | 山田徹   | 加々美高浩        | 小板橋かよ子 | メタルビースト クラブ（苦喇武）                                                             |
| 3  | 2月25日        | 武装せよ! ゲッターロボ   | 武上純希 | 新田義方 | 佐藤敬一          | 行信三       | ダミー・ゲッターロボ メタルビースト ダムド（堕武怒）                                        |
| 4  | 3月4日         | ダブルボンバー炸裂!!     | 外池省二 | 明比正行 | 菊地城二          | 小板橋かよ子 | クローン熊 メタルビースト ラア（羅亜）                                                      |
| 5  | 3月11日        | 剴、決死のダイビング     | 星山博之 | 吉沢孝男 | 大島城次          | 行信三       | メタルビースト ガンマ（癌魔） メタルビースト ザン（漸）                                     |
| 6  | 3月18日        | 橘博士奪回作戦!          | 大橋志吉 | 川田武範 | 菊地城二          | 松宮正純     | メタルビースト ゲイル（外夷瘤）                                                             |
| 7  | 3月25日        | 叫べ!! 熱き兄弟の絆      | 武上純希 | 山田徹   | 加々美高浩        | 行信三       | メタルビースト ガイム（呀威眸/呀威哞）                                                      |
| 8  | 4月1日         | 驚異! 敵は大空にあり     | 外池省二 | 新田義方 | 佐藤敬一          | 行信三       | メタルビースト メイラ（冥羅）                                                               |
| 9  | 4月8日         | ネイザー本部危機一髪     | 星山博之 | 明比正行 | 大島城次          | 行信三       | メタルビースト ナイト（娜亥屠）                                                             |
| 10 | 4月15日        | 激突!! 恐怖の海底決戦    | 大橋志吉 | 吉沢孝男 | 菊地城二          | 松宮正純     | メタルビースト ダルゴ（舵瘤鈷/蛇瘤鈷）                                                      |
| 11 | 4月22日        | 合体せよ! 鋼鉄の戦士     | 武上純希 | 川田武範 | 加々美高浩        | 行信三       | メタルビースト ビーン（尾蚓）                                                               |
| 12 | 4月29日        | 翔、復讐のバラード       | 星山博之 | 山田徹   | さとうけいいち    | 松宮正純     | メタルビースト ギザム（疑残夢）                                                             |
| 13 | 5月6日         | 反撃せよ! ゲッター剴     | 大橋志吉 | 新田義方 | 大島城次          | 行信三       | メタルビースト アングラー（暗愚羅）                                                         |
| 14 | 5月13日        | クローン人間の恐怖       | 武上純希 | 明比正行 | 菊地城二          | 松宮正純     | メタルビースト ワーム（夥悪夢）                                                             |
| 15 | 5月20日        | 子供たちを救出せよ       | 外池省二 | 吉沢孝男 | さとうけいいち    | 行信三       | メタルビースト ニンジャ（忍邪）                                                             |
| 16 | 5月27日        | 出来るか? 海中初合体     | 星山博之 | 川田武範 | 菊地城二          | 松宮正純     | メタルビースト シャーク（邪悪鉤）                                                           |
| 17 | 6月3日         | 立てテツ! 自分に勝て     | 大橋志吉 | 芝田浩樹 | 加々美高浩        | 行信三       | メタルビースト ボーン（墓怨）                                                               |
| 18 | 6月10日        | 無法なる挑戦者           | 武上純希 | 山田徹   | 大島城次          | 松宮正純     | メタルビースト ジャコツ（邪骨）                                                             |
| 19 | 6月17日        | メタルビーストの亡霊     | 大橋志吉 | 新田義方 | さとうけいいち    | 行信三       | メタルビースト ボーンレイザー（墓怨霊邪呀）                                                 |
| 20 | 6月24日        | 華麗なスピード対決       | 星山博之 | 明比正行 | 中平晴也          | 松宮正純     | メタルビースト オクト（悪苦斗）                                                             |
| 21 | 7月1日         | ネイザー基地壊滅作戦     | 外池省二 | 吉沢孝男 | 菊池城二          | 行信三       | メタルビースト シャガンリュウ（砕岩竜）                                                     |
| 22 | 7月8日         | 悲劇! 深海の独裁者       | 武上純希 | 川田武範 | 加々美高浩        | 松宮正純     | メタルビースト イギラ（威嵬羅）                                                             |
| 23 | 7月15日        | 共に戦え! 我戦友よ       | 大橋志吉 | 山田徹   | 大島城次          | 行信三       | メタルビースト マクバ（魔空盤）                                                             |
| 24 | 7月22日        | 人間蒸発事件を追え!      | 星山博之 | 新田義方 | さとうけいいち    | 松宮正純     | メタルビースト ジャガン（邪狼）                                                             |
| 25 | 7月29日        | 戦えガイ! 涙の約束       | 外池省二 | 明比正行 | 中平晴也          | 行信三       | メタルビースト タゴス（駝蜈須）                                                             |
| 26 | 8月5日         | 大暴れ! ヤシャ男爵       | 大橋志吉 | 吉沢孝男 | 菊地城二          | 松宮正純     | メタルビースト ジャグラー（邪愚羅）                                                         |
| 27 | 8月12日        | ベイシティ危機一髪       | 武上純希 | 川田武範 | 加々美高浩        | 行信三       | メタルビースト グランデ（惧乱泥）                                                           |
| 28 | 8月19日        | 聖剣ソードトマホーク     | 大橋志吉 | 山田徹   | 梨澤孝司          | 松宮正純     | メタルビースト ボルガ（暴瘤牙） メタルビースト グレイド（寓隷弩）                           |
| 29 | 8月26日        | 翔、明日への誓い         | 星山博之 | 芝田浩樹 | 箕輪悟            | 行信三       | メタルビースト バーザス（罵蓙淙）                                                           |
| 30 | 9月2日         | とどけ! 蒼き宇宙の敵     | 外池省二 | 新田義方 | 大島城次          | 松宮正純     | メタルビースト ギガント（嵬贋屠）                                                           |
| 31 | 9月9日         | 謎の貴公子ナルキス       | 武上純希 | 明比正行 | 菊地城二          | 行信三       | ハデス                                                                                      |
| 32 | 9月16日        | Gアームライザー発動!!    | 大橋志吉 | 吉沢孝男 | 中平晴也          | 松宮正純     | メタルビースト ヘラクルス                                                                   |
| 33 | 9月23日        | 対決! ゲッターvs由自     | 外池省二 | 川田武範 | 菊池城二          | 行信三       | メタルビースト ゴーグ(拷颶)                                                                 |
| 34 | 9月30日        | 恐怖!! 禁断の海域        | 星山博之 | 山田徹   | 大島城次          | 松宮正純     | メタルビースト ヒドラ                                                                       |
| 35 | 10月7日        | 台風メタルビースト       | 大橋志吉 | 芝田浩樹 | 梨澤孝司          | 行信三       | メタルビースト デュボン                                                                     |
| 36 | 10月14日       | 奪われた磁鋼剣           | 外池省二 | 明比正行 | 菊池城二          | 松宮正純     | メタルビースト ガルー（蛾髏）                                                               |
| 37 | 10月21日       | モンゴルの青き狼         | 武上純希 | 吉沢孝男 | 箕輪悟            | 行信三       | メタルビースト ガイゾック（嵬賊）                                                           |
| 38 | 10月28日       | ナルキス浮遊要塞（前編） | 星山博之 | 川田武範 | 中平晴也          | 笘村竜       | メタルビースト ビーンザム（尾蚓鎖无）                                                       |
| 39 | 11月4日        | ナルキス浮遊要塞（後編） | 星山博之 | 山田徹   | 大島城次          | 行信三       | メタルビースト ミノタウラス                                                                 |
| 40 | 11月11日       | ゲッター1を救出せよ      | 大橋志吉 | 芝田浩樹 | 梨澤孝司          | 笘村竜       | メタルビースト ガルマン（娥璢萬）                                                           |
| 41 | 11月18日       | 重力の罠からの脱出       | 千葉克彦 | 新田義方 | 加々美高浩        | 行信三       | メタルビースト キマイラ                                                                     |
| 42 | 11月25日       | 暴走! メタルビースト     | 外池省二 | 明比正行 | 菊池城二          | 笘村竜       | メタルビースト ダングード（弾啗弩）                                                         |
| 43 | 12月2日        | ヤシャ、緑の地に死す     | 武上純希 | 吉沢孝男 | 箕輪悟            | 行信三       | メタルビースト ジュラ（呪罹）                                                               |
| 44 | 12月9日        | ギリシャの神々の反乱     | 大橋志吉 | 川田武範 | 大島城次          | 笘村竜       | メタルビースト ゴーゴン                                                                     |
| 45 | 12月16日       | 帝王ランドウ消滅す!?     | 星山博之 | 山田徹   | 中平晴也          | 行信三       | メタルビースト バケロース                                                                   |
| 46 | 12月23日       | ナルキス、新たなる挑戦   | 千葉克彦 | 芝田浩樹 | 梨澤孝司          | 笘村竜       | メタルビースト ボルザス                                                                     |
| 47 | 1992年 1月6日  | 国連決議・降伏せよ!!     | 外池省二 | 新田義方 | 菊池城二          | 行信三       | メタルビースト マグーラ                                                                     |
| 48 | 1月13日        | 突撃!! 4人の戦士         | 大橋志吉 | 明比正行 | 加々美高浩        | 笘村竜       | メタルビースト アドロボス 未完成のメタルビースト                                            |
| 49 | 1月20日        | 驚異!! 邪帝復活          | 武上純希 | 吉沢孝男 | 大倉雅彦          | 行信三       | メタルビースト カローン ベガゾーン機動要塞（起動要塞）                                      |
| 50 | 1月27日        | ゲッターよ永遠に眠れ     | 星山博之 | 芝田浩樹 | 大島城次          | 笘村竜       | メタルビースト カローン                                                                     |

### 放送局
| 放送期間（または、放送体制）                   | 放送時間                              | 放送局         | 対象地域       | 備考                              |
| ---------------------------------------------- | ------------------------------------- | -------------- | -------------- | --------------------------------- |
| 1991年2月11日 - 1992年1月27日                  | 月曜 18:00 - 18:30                    | テレビせとうち | 岡山県・香川県 | 製作局                            |
|                                                |                                       | テレビ北海道   | 北海道         |                                   |
|                                                |                                       | テレビ東京     | 関東広域圏     |                                   |
|                                                |                                       | テレビ愛知     | 愛知県         |                                   |
|                                                |                                       | テレビ大阪     | 大阪府         |                                   |
| 1991年4月1日 - 1992年1月27日                   |                                       | TXN九州        | 福岡県         | 現・TVQ九州放送 1991年4月開局から |
| 1991年4月3日 - 1992年2月26日                   | 水曜 17:00 - 17:30                    | 東日本放送     | 宮城県         | テレビ朝日系列                    |
| 1991年8月22日 - 9月 1991年10月 - 1992年8月27日 | 木曜 16:00 - 16:30 木曜 16:30 - 17:00 | 福島テレビ     | 福島県         | フジテレビ系列                    |
| 遅れネット                                     | 月曜 16:50 - 17:20                    | 新潟総合テレビ | 新潟県         | フジテレビ系列                    |
|                                                | 火曜 16:10 - 16:40                    | 石川テレビ     | 石川県         | フジテレビ系列                    |
|                                                | 金曜 16:00 - 16:30                    | 静岡放送       | 静岡県         | TBS系列                           |
|                                                | 金曜 6:00 - 6:30                      | テレビ新広島   | 広島県         | フジテレビ系列                    |
|                                                | 月曜 16:30 - 17:00                    | テレビ熊本     | 熊本県         | フジテレビ系列                    |

### 商品化
- 本放送当時、バンダイグループのユタカがメインスポンサーとして玩具をリリースした。主力商品はゲッターの3タイプ変形合体「磁鋼合体 ゲッターロボ號」と、ゲッターロボとGアームライザーをセットにし、3形態への合体変形とスーパーゲッター號をほぼアニメ通りに再現できる合金玩具「スーパー合体 スーパーゲッターロボ號」の２つ。他に3タイプ各々の個別の合体変形（三種分離合体は不可）のみを再現したプラ製玩具「DXゲッターロボ號1/翔2/剴3」、およびその廉価版の塩ビ製玩具「エンビックスシリーズ ゲッターロボ號/翔/剴」、ソフビ人形の三体セット「ゲッタートリプルセット」も発売された。「スーパー合体」版は本放送終了後、復刻版とカラーリングを黒基調に変更したブラックバージョンが発売された。「磁鋼合体」「スーパー合体」とも、本編で登場しないゲッター剴のパワーショベル[注 45][注 46]とガイハンマー[注 43] が武装として付属している。
- この他になりきり玩具として、トランシーバーモードとレーザーガンモードの二形態に変形するカセットキーの「ゲッターフラッシャーセット」（セット内容はゲッターフラッシャー・トランシーバー・ブレスレット・バッチ・ホルスターの5点〈外箱裏面記載より〉）と、「ゲッターヘルメット」がある（「ゲッターフラッシャーセット」の外箱裏には「ゲッターロボ隊員セットシリーズ」として、「ゲッターヘルメットは別売りです。」のキャプションとともに両商品が併置されたスチールが載っている）。
- バンダイからは一部ギミックが省略されているものの、ノンスケールで3タイプへの変形合体を再現したプラモデルが800円（税別）で本放送当時発売されている。
- また、バンダイから食玩のミニプラモデルがラムネ付各300円（税別）で発売されている。こちらはノンスケールでゲッターマシン1号機が二分割されて四種構成となり、一部ギミックに変更あるいは削除はあるが、変形合体が再現されている。4種類全てを揃えると、ゲッターロボ號が完成する仕様。
- 「ジャンボゲッター」は往年のジャンボマシンダーのコンセプトを継承した大型トイ。ポリプロピレン製で発売元はユタカ。ナックルボンバー、タービンミサイル、ドリルの発射機構がある。分離合体のギミックはなく、前述のタービンミサイルとドリル、ソードトマホークと（刀身の無い）トマホークパーツが付属している。なお発売されたのはゲッター號のみで、ゲッター翔やゲッター剴、スーパーゲッター號は商品化されていない。[89][90]
- そのほかに放映当時にはセイカノート（現:サンスター文具）から、ぬりえやスケッチブックなど、文具関連の商品が発売された。
- 2017年にはエヴォリューショントイから「ダイナマイトアクション! No.38 スーパーゲッター號」が発売された。ゲッター號以外の合体はオミットされているものの3機のゲッターマシンに分離可能、Gアームライザーのパーツを装着してスーパーゲッター號も再現可能。各武装も再現されている。同シリーズからは「No.38EX プロトゲッター」（商品名には中黒なし）も発売されている。
- 2021年9月にバンダイから、3形態への完全変形合体トイ「超合金魂 GX-96 ゲッターロボ號」が[91]、2022年2月には「超合金魂 GX-96X Gアームライザー」が[92]発売された。この「GX-96X Gアームライザー」は設定どおり、「GX-96 ゲッターロボ號」のゲッター號に装着させてスーパーゲッター號とすることができる。
- なおほかに放映当時「大型基地ビッグネイザー」の発売（予価6,800円）がカタログで告知されていたが、商品化は見送られた[89]。

### 映像ソフト化
東映ビデオがLDとDVDを発売。
- 1998年10月に第1話から第24話までを収録したLD-BOX1（6枚組）が、1999年1月に第25話から第50話（最終話）まで収録したLD-BOX2（7枚組）が発売された。ジャケットイラストは石川賢描き下ろし。
- 2006年4月21日〜同年8月4日にDVDが発売。全5巻で各巻10話収録。ジャケットイラストは、本編の作画にも携わった長谷川眞也が描き下ろしている。第1巻には初回生産分限定で全巻収納ボックスが付属した。
- 2015年にリパッケージ商品として2BOX化。3月13日に第1話から第25話までを収録したDVD-COLLECTION VOL.1が、4月8日に第26話から第50話（最終話）まで収録したDVD-COLLECTION VOL.2が発売された。各BOXのジャケットは長谷川眞也の新規描き下ろし。特典として、本作からキャラが参加しているブラウザゲーム『ロボットガールズZ ONLINE』出演声優によるドラマCDを各BOXに収録。

### コミカライズ
安田達矢（安田タツ夫・名義）の執筆によるコミカライズが、『別冊コロコロコミックスペシャル』1991年2、4、6月号に掲載された（連載は1991年6月号掲載の第3話までで終了している）。
| テレビ東京系 月曜18時台前半 | テレビ東京系 月曜18時台前半 | テレビ東京系 月曜18時台前半 |
| 前番組                      | 番組名                      | 次番組                      |
| --------------------------- | --------------------------- | --------------------------- |
| アイドル天使ようこそようこ  | ゲッターロボ號              | 花の魔法使いマリーベル      |

## 漫画版

### 概要
石川賢の漫画版『ゲッターロボ』『ゲッターロボG』の直接の続編。徳間書店刊『月刊少年キャプテン』1991年2月号から、アニメ終了後もそのまま引き続き1993年5月号まで連載された。基本設定はアニメ版と共通する部分もあるが、登場人物のデザインをはじめ異なる点も多い。ゲーム『スーパーロボット大戦シリーズ』等は漫画版をベースにすることが多い。単行本は当初"少年キャプテンコミックス"シリーズで刊行されたが絶版。後に大都社より愛蔵版が、双葉社よりゲッターロボ・サーガ版とその文庫版が刊行されたが、それらに収録される際には連載時の内容から一部変更が加えられている。

### ストーリー
北極基地蛇牙城（ベガゾーン）を築いたプロフェッサー・ランドウは全世界の征服を宣言。メタルビーストを擁するランドウに対して、かつてゲッターチームの一員だった神隼人は、NISAR（ネーサー）の橘博士と共に開発した新たなるゲッターロボの操縦者として、桁外れの身体能力とタフな精神を持つ一文字號を見出した。號と橘博士の娘・翔、そしてゲッターに惜しみない愛情を注ぐメカニックマン・剴を加えた新たなるゲッターチームは、自衛隊から選抜されたパイロットですら乗りこなせずにいたゲッターマシンを操ってゲッターロボへの合体にも成功、日本への進撃を開始したメタルビーストの撃破に成功する。しかしランドウはアラスカ、カナダ、ロシアに進軍を開始する一方、日本各地に巨大な自爆メカAV58を配置し、政府にゲッターロボの引渡しを要求する。日本政府はランドウの恫喝に屈するが、號達3人はそれに反発しゲッターを奪ってアラスカ戦線へ向かうのだった。
アラスカ到着後、孤立無援で激闘を繰り返していたゲッターは、メタルビースト部隊との戦いの中ついに損傷、動作不能へと追い込まれてしまう。しかし間一髪のところを米軍のロボット「ステルバー」に救われ、アメリカを中心とした連合軍の前線基地に合流。基地ではステルバーのパイロットで日本人を嫌悪する米軍パイロットのシュワルツと號が激しくいがみ合うも、翔や各国ロボット選抜メンバーの介在もあり戦いの中で徐々に協調していく。そして損傷、動作不能に陥っていたゲッターも、隼人によって派遣されたゲッターロボの格納・修理が可能な移動メカニック機クジラ2005Dと、科学者たちの手で修復強化され戦線復帰を果たす。連合軍はアメリカ軍の地上戦艦テキサスを中心に各国のロボットによる共闘の末、辛くもランドウ軍に勝利を収めるが、連合軍も壊滅的なダメージを受け、壮絶な戦いをくぐり抜けたゲッターもその姿は留めながらも大破、ついに戦闘不能となってしまった。
アメリカに残ることとなった翔と別れ、號と剴は大破したゲッターロボと共にクジラで日本への帰路に着く。その頃、日本は未だ自爆メカの脅威に晒されていた。そのうちの一体が浅間山へと向かっていると知った隼人はその意図を察し、急遽、號達とともに現地に向かい（號と新人女性自衛官の南風渓の手によって）爆弾の無力化に成功した。実は浅間山山麓の、今は廃墟と化した早乙女研究所には早乙女博士の遺産、"本当のゲッターロボ"があった。しかし、そのスペックは人智を遥かに超えるため、隼人はかつてのゲッターチームのリーダーで生涯のライバルでもある流竜馬を、パイロットとして招聘することを決意する。だが、15年前、早乙女研究所を崩壊させた"事故"以来、竜馬はゲッターから遠ざかっていた。

### 登場キャラクター

#### 主要キャラクター
一文字號
声 - 櫻井孝宏（アニメ版『アーク』）
漫画『ゲッターロボ號』の主人公にして、ゲッターロボ、真ゲッターロボのメインパイロットとなる高校生。実家は酒屋。陸上部に所属していたが、その身体能力と内に滾る闘争心から、不良グループやヤクザとケンカに明け暮れており、修羅場でも動揺しない胆力の持ち主。
流竜馬や神隼人相手でも全く物怖じない度胸もあり、ゲッター線に怯え隠遁していた竜馬に対しては、殴りかかって力尽くで研究所へ連れ帰ろうとしていた程であった。歴戦の勇士である外国のスーパーロボット部隊のパイロット勢相手にも引かない荒々しさはあるが、竜馬達先代のゲッターチームのパイロットに比べると周囲全体とのコミュニケーション能力も高く、士気を高めるムードメーカーにもなっていた。橘翔には好感を持っており、中盤で彼女がチームから離脱した際には涙を浮かべていた。
本来ゲッターロボのパイロット候補として有望な別の人間をスカウトに来ていたネーサーのエージェントと神隼人が偶然見つけた人物で、人並み外れた身体能力を持ちながらインターハイではわざと手を抜いていたが（「1万メートル走ったあと5千メートル走って、顔色ひとつ変えない」「砲丸投では左利きでありながら右で投擲するなど」、神隼人には「おもしろい」と称されていた。）、それを見抜いた神隼人によってゲッターチームにスカウトされる。
真ゲッターロボへの一回目の搭乗後に精神を吸収された渓や剴と異なり自我を保っていたが、15年前の竜馬同様にゲッター線への危機感を募らせ、一度は自らの手で真ゲッターロボの破壊を試みようとする。しかし竜馬から真ゲッター1への搭乗を促されるのと相前後して、真ゲッターロボに取り込まれれつつあった剴から世界の真理を示されたことで、再び竜馬やタイールと共に搭乗することを決意し、仲間たちが恐竜帝国との決戦に挑んでいた北極圏へと向かった。
アニメと異なり、髪形は極普通の短髪の逆立。どの段階で正式に任官したのかは判らないが、階級は三尉。
橘翔
声 - 浅川悠（アニメ版『アーク』）
初登場時からゲッターチームの一員として、ゲッターのパイロットを探す隼人と共に行動している。仕込み刀を携行する居合いの達人。冷静な性格かつ、非常に胆力のある女性。
13年前の5歳の頃、橘博士や兄・信一とともにランドウのベガゾーン構想に参加した日本チームに同行しており、信一の死を目の当たりにしている。神隼人とはそのころからの知己。
アラスカ編で米軍のシュワルツコフと恋仲になり、ゲッターチームを離脱。最終決戦ではシュワルツコフと共にステルボンバーのパイロットに成る。アラスカ戦線編の初期のみアニメに準じた髪型で描かれたことがあるが、それ以外はボリュームのあるロングヘアー。
兄・信一とは不思議な力で繋がっており、気配を察知したりテレパシーで会話したりすることができる。
大道剴
同僚から「ゲッターマシンが恋人」と言われる（自称もしている）ほど、ゲッターに深い愛情を注ぐネーサーのメカニックだったが、號に見込まれ3号機のパイロットになる。体躯は大きく、號ほどではないもののかなりのタフネスぶりを誇る。一方、精神面は極めて一般的で、むしろ繊細とも思える面を垣間見せる。性格は温和で、すぐカッとなる號の抑え役に回ることもたびたび。そのため、アニメ版に比べると砕けた三枚目役となっている。
非常に仲間思いであり、アラスカで支援に駆け付けていたメカニックの猫田らが、アメリカ軍前線基地でシュワルツの仲間の米兵にリンチを受けた時は、普段の温厚さが嘘のように完全にキレてしまい、対峙した元プロレスラーの米兵を怒りに任せたパワーで完全に圧倒した。ゲッター3（アニメ版でのゲッター剴）を操縦しての活躍は、その出番がわずか一回のためアニメ版ほどではないが、改修直後のゲッターロボの初陣では単独でゲッター1（ゲッター號）を操縦し、大気圏高々度のメタルビーストを撃破、さらにステルバーα04ら特殊攻撃隊の窮地に駆け付け助勢するなどの働きを見せた。また元メカニックだけに、機体の状態が音や振動等で判別でき、號や翔のサポート面ではアニメ版以上の活躍を見せる。
號と同じく、どの段階で正式に任官したのかは判らないが、階級は三尉。
終盤、真ゲッターに搭乗した際の精神的負荷に耐え切れず、錯乱して真ゲッターを敵視。ついには爆破しようとまでするが、逆に真ゲッターに取り込まれ最後を迎える。しかし真ゲッターと同化したことで世界の真理を悟り、號にロシアの核ミサイルを止めることを託しつつ消える。
アニメ版の後にリリースされる各種OVAでは、漫画版をベースとした巨体の好漢として描かれる。特にOVA『真ゲッターロボ 世界最後の日』のガイ（凱）は、外見・性格共に漫画版が直接的なモチーフとなっている。
橘信一
ランドウの支配する北極基地を、日本科学者チームの一員として橘博士や幼い頃の翔、そしてオブザーバーとして参加していた隼人と共に訪れる。ランドウの陰謀に気付いた隼人の手引きで基地を脱出する途中、追っ手を引き付けるためその身を犠牲にした。以後死んだと思われていたが、サイボーグ手術と洗脳を施されてランドウ軍の一員となっており、アラスカ戦線編では最強のメタルビースト「ガローンZ54」の操縦者としてゲッターの前に立ちはだかる。翔とは兄妹ゆえに一種のテレパシーで結ばれており、これが戦いの中で互いに大きく影響を及ぼすことになる。その死が翔の戦う理由になっている点はアニメ版と同じだが、容姿や年齢はアニメとは大きく異なる。また操っていたガローンZ54は、アニメ版ではゲッターチームのライバルとなるナルキスの搭乗機として登場する（名前は「カローン」に変更）。
橘博士
ゲッターロボの開発者。ネーサー責任者でもあると思われるが明言はされていない。
13年前、北極基地ベガゾーン構想計画に参画した日本チーム団長も務めていた。容姿、性格、役割はほぼアニメ版に準じているが、隼人がネーサーに常駐しているため戦闘指揮官として立ち回ることはなく、ゲッターの開発者という立場が強調された（作中でも「自分は科学者だから戦闘に関することは隼人に一任している」という旨を発言している）。アラスカ戦線に向かうゲッターロボを見送って以後、（ネーサーが閉鎖されてしまったこともあり）登場しない。
Dr.タマ、Dr.ポチ
連載時の見開き扉に相当するページでのネーサー側キャラクター集合の図に姿があるのみで、その後の物語にはいっさい登場しない。
ヤシャ
前線基地でもある移動要塞ドラゴンタートルで、ランドウ軍のアラスカ侵攻を指揮する。当初のアラスカ戦線では多国籍連合軍を圧倒していたが、ゲッターをはじめとする連合軍ロボット軍団の活躍と、ラセツの介入によって劣勢に立たされた挙句、そのラセツによって抹殺されてしまう。
頭が2つあるアニメ版と異なり、見かけは普通の人間の体（顔はアニメ版の弟とほぼ同じデザイン）をしている。劇中での説明は特に無いが、ラセツとの争いで顔がオオカミの様に変貌して獣化、噛み付き攻撃を行っていることから改造人間と思われる。ラセツのような恐竜帝国側の人間ではない。
ラセツ男爵
ランドウの傍につき従うベガゾーンの幹部。アニメ版のように胸に男性の顔は無い。不死身とされており、ヤシャに剣で刺されても死ななかった（原理は不明だが漫画版『ゲッターロボ號』では、爬虫類に驚異的な生命力のあることが描写されていた）。
その正体は女帝ジャテーゴから派遣された恐竜帝国の将校であり、終盤にランドウを裏切ってベガゾーンを乗っ取る。その際に顔に被せていた人工皮膚が剥がれ、本来のハチュウ人類としての顔が露わになった。
なおアニメ版では女性だが、ゲーム『ゲッターロボ大決戦!』では男性声優（村上陽）が声をあてており、実は漫画版では女性のような容姿ではあるものの、性別を特定できるだけの判断材料がない。
プロフェッサー・ランドウ
本名アルヒ・ズゥ・ランドウ。ドイツ人と思われる。生体脳と機械を融合させた半改造人間である。世界征服を企む理由は特に説明されていない。15年前に北極基地・蛇牙城（ベガゾーン）構想計画を提唱し、世界から多くの優秀な科学者と軍人を集め、彼等をサイボーグに改造･洗脳し世界征服を目論むが、洗脳された者達の自発的意思に欠けた異様な気配から、計画に参加していた神隼人にその真意を怪しまれ、立ち入り禁止エリアに潜入されて、非人道的な数々の計画を悟られてしまう。その結果、徹底的な破壊活動を仕掛けられたベガゾーンは一時壊滅、計画を大きく遅らせられた上に、自分に対する備えの猶予を新ゲッターチーム側へ与える羽目となる。なお、ランドウの左目が機械化されたのは、ベガゾーン脱出の際の神隼人に狙撃されて失ったことがキッカケになったと思われる。
もともとランドウの驚異的な活動の数々は早期復活を目論んだ恐竜帝国の支援があってこそであったが、終盤に恐竜帝国が地上征服活動を再開した際には、用済みとしてラセツ男爵に裏切られ女帝ジャテーゴに殺されてしまう。

#### 漫画版のみ登場のキャラクター
神隼人
声 - 内田直哉（アニメ版『アーク』）
號たち新ゲッターチームの教官兼指揮官。自衛官であり、一佐の階級を持つ。13年前 、北極基地ベガゾーン構想計画に軍人勢として参加したが、計画の提唱者だったランドウの企みを察知し、ベガゾーンを一時壊滅させる。だが、その戦いで全身を負傷したことでパイロット生命を失い、戦闘に体が耐えられなくなっている（見た目も全身傷跡だらけとなっており、普段は見えない顔の古傷も感情が昂ると浮き出てくる）。実は戦争終結後の結婚を誓い合った、山咲二尉（声 - 桜坂美穂〈アニメ版『アーク』〉）というフィアンセが居たことが物語中盤に判るが、彼女は自爆メカAV58の爆弾解除の任務に失敗し、モニター越しに隼人の眼前で死亡した。
ダイナミックプロ出身の団龍彦がアニメ版旧作の設定に基づいて書いた小説『スーパーロボット大戦』（講談社ノベルス刊・全3巻）では、かつてのゲッターチーム時代から新型ゲッターについて私的に思案を重ねていたという描写が行われた。その新型ゲッターとは本作において號たちが搭乗するゲッターロボであり、時空を越えた戦場で新型ゲッターと遭遇した隼人は何故自分の考えていたゲッターが存在するのかと少なからず驚愕する。この小説での描写以降ゲーム作品などを中心に、隼人は科学者＝ゲッター（號）の開発者という一面も強調されるようになった。
流竜馬
声 - 石川英郎（アニメ版『アーク』）
かつてゲッター1やゲッタードラゴンを駆って活躍していた、旧ゲッターチームのリーダー。通称はかつてと同じく“リョウ”。15年前の真ゲッターロボによる早乙女研究所崩壊時にそのあまりの力を目の当たりにし、ゲッター線の行き過ぎた力は人類を救うどころか滅ぼしかねない危険な代物となると考えるようになって、ゲッターチームを離脱。以降ゲッターロボを忌まわしいものと見なして戦いから身を引き、山奥の空手道場「烏竜館」で隠居していたが、今もその闘志や実力に衰えはない。真ゲッター最後の出撃時には3号機のコクピットに座る。
本人は認知していないが内縁の妻がおり、彼女は竜馬の子となる新たな生命を身ごもっていたことがさらなる続編の『ゲッターロボ アーク』にて明かされた。
山岸
號が選ばれた時点での3号機パイロット。階級は二尉。ゲッター開発計画で自衛隊から派遣されるが、3年の間にテスト運用で失敗した同僚の死を目撃し続けた結果、チームメイトどころかゲッターそのものを信用できず、そのストレスから脱落した。
南風渓
声 - 山本百合子（ドラマCD『ゲッターロボVSゲッターロボG』）
隼人の部下であり、その補佐官を務めていた自衛官。アラスカから日本に帰国した號達と行動を共にし、早乙女研究所に向かっていた自爆メカAV58の無力化に成功する。號とは衝突しつつもいい仲になる。本人によれば女性自衛官の採用試験は主席合格だったという。真ゲッター搭乗時に脳死状態に陥るが、真ゲッターに吸収・同化されつつあった時の剴の口から、彼女の精神もすでにともにあることが號に伝えられる。
ドラマCD『スーパーロボットミュージアム ゲッターロボVSゲッターロボG』では、科学技術省の新エネルギー開発部門から派遣されてきた、研究員として登場する。
OVA『真ゲッターロボ 世界最後の日』のケイや、ゲーム『ゲッターロボ大決戦!』の女性主人公のモチーフでもある。
シュワルツコフ
声 - 安井邦彦（アニメ版『アーク』）
米軍のスーパーロボット「ステルバーα04」のパイロット。通称：シュワルツ、階級は少佐と呼ばれているときと、中尉と呼ばれているときがある。初登場時からしばらくは不遜かつ尊大で好戦的な性格として描かれ、特に初登場時は苦戦していた號たちや半壊状態のゲッターを通信機ごしに罵倒し、その直後に連合軍前線基地で初めて顔を合わせた時も激しく罵るなど、かなり口が悪かった。直ぐカッとなるところはある意味で號と非常に似通っていて、また殴り合いでも號と互角にやり合える程。白人至上主義者だったが、それは弱さや無能さを許せない厳しさと、人類文明の牽引役だった白人種の一員という自負心がそうさせただけであり、號との衝突や翔との出会いを通してその優れた力量と人間的な器の大きさを感じると考えを改める。アラスカ戦線での戦いの中で翔と恋仲となった。
アラスカでの戦闘終盤では激闘の末、ドラゴンタートル内部突入時にステルバーを迎撃されて負傷するが、ゲッターの奮戦もあって生還。以後の戦いでは翔と共にステルボンバーのパイロットとなる。アラスカで號に命を救われたことを「借り」と称し、「今度（＝復活した恐竜帝国との戦いで）は借りを返さなくては」と號への友情を感じさせる言葉も口にした。
ジョン・ランバート
シュワルツコフのパートナーで、ステルバーα04のガンナー、階級は中尉。大柄で頭の禿げ上がった中年男性。強面な上に顔面に大きな傷があるため見た目は非常にいかついが、性格は極めて紳士的。短気で直情的なシュワルツの抑え役でもある。ランドウ軍団の米軍前線基地襲撃で傷を負い、対ドラゴンタートル戦では虫の息になりながらも、ステルバーによる内部突入時にミサイルをばら蒔くなど最期の力をふり絞るが、ガローンZ54の迎撃を受けた際に死亡したと思われる。
タイール
声 - 佐々木望（アニメ版『アーク』）
新興宗教グリーンアース教の教祖で"救世主（メシア）"と呼ばれていた幼い少年。竜馬を真ゲッターロボのもとに導くべく道場に現れた。攻撃して来た恐竜を宥めたり、ゲッターの意思やゲッター線に取り込まれた早乙女博士の声を號や竜馬に伝えるなど、超能力を持っている。真ゲッターの最後の出撃時には隼人に先んじて2号機のコクピットに乗ってしまう。
続編となる『ゲッターロボ アーク』には弟の山岸獏が3号機パイロットとして登場、タイールも回想シーンで登場する。
ヘルレザー
ランドウ軍団・ヤシャ配下の兵士で隊長クラスの男。スキンヘッドに長い後ろ髪を持つ。負傷兵や避難民をかばってボロボロになったゲッターを専用機バトルギガーに乗って追い詰めたが、ステルバーの介入で取り逃がしたため、罰としてヤシャに両目を潰された上に、バトルギガーに体を組み込まれてしまった。元の体に戻る条件はゲッター撃破であるため追撃に躍起になったが、連合軍の反撃に遭い部隊は壊滅、自身もステルバーが放つ翼のブーメランで機体ごと切り裂かれて死亡した。
女帝ジャテーゴ
声 - 鈴木渢（ドラマCD『ゲッターロボVSゲッターロボG』）
ランドウを影で支援していた、恐竜帝国の女帝（先帝ゴールの血縁者かどうか描写がなく、関係は不明）。ラセツ男爵がランドウを裏切りベガゾーンを乗っ取る終盤に登場。ベガゾーンを自爆させようとしたランドウを抹殺し、先帝ゴールの果たせなかった地上奪還を宣言する。シベリア戦線ではメカザウルス軍団を指揮して連合軍のロボット軍団を壊滅させ、ロシア連邦が核ミサイル使用を決断するまでに連合軍を追い込むが、真ゲッターロボに最終兵器ムウやベガゾーンごと取り込まれ消滅した。
ドラマCD『スーパーロボットミュージアム ゲッターロボVSゲッターロボG』では、地竜一族によるゲッターロボG奪取の黒幕として暗躍していた。

### 登場メカ
ゲッター1
アニメ版の「ゲッター號」に相当する。全長20m、総重量21.5t。漫画版では「ゲッター1」と呼称されていると見なされているが、アラスカ戦線終盤で一度だけ「ゲッター號」とも呼ばれている。開発者は橘博士。合体形態には背中のジャイロが無く、アニメ版のプロト・ゲッターが背中にブースターを背負ったような姿をしていて、飛行もじゅうぶん可能である（初期の作画では背部のゲッターマシン2号機がそれなりに描きこまれていて、大改修前のゲッター1では2号機の機首であるはずのドリルが、アニメ版と異なり下を向いているという特徴も見て取れる）。武装面では序盤は名称不明のエネルギー剣（形状はアニメ版のソードトマホークに似ており、取り出し方も両拳を突き合わせ、手首のパーツのスリットから実体化させる同様のアクションである）を使っていたが、アラスカ戦線ではショットガンのような手持ちの銃火器（エネルギーケーブルのようなものが背部と繋がっており、実体弾ではないと思われる。初戦以降はケーブルが接続されていない状態で使用されているため、有線・無線が選択できるのかもしれない。）を使用するようになるほか、掛け声こそなかったもののナックルボンバーをアラスカ編で、中破前に一度だけ使っている。アラスカ戦線で中破して修理された際、顔のマスク部分に牙のようなディテールが施され、両手首パーツ（ゲッター2で足となる部分）に内蔵式の銃も装備された。またこの改修以降、目（アイカメラ）に瞳が描かれるようになる。対ドラゴンタートル攻略戦で大破し、號は真ゲッターロボに乗り換えることになる。
ゲッター線の暴走による早乙女研究所崩壊事件後に製造されたため、ゲッター線ではないエネルギーで動いている。後に漫画『真ゲッターロボ』にて、このプロトタイプと思しき機体を早乙女研究所で神隼人が作っていたとされ、隼人が「プラズマボムス」をエネルギーとしていると説明している（その際、ゆくゆくはゲッター線をエネルギーとして動くようにする、とも語っている）が、橘博士とともに完成させたネーサー製ゲッターロボも、同じプラズマボムスで動いてるかどうかは（可能性は高いが）定かではない。なお、漫画版のオープニングでは、二号機が他の二機に挟まれて押しつぶされる合体失敗シーンで幕を開けており、三機直列合体になっていた。
ゲッター2
アニメ版の「ゲッター翔」に相当する。作中では一貫して「ゲッター2」と呼ばれていた。漫画版ではゲッター1も飛行できるが、「長距離（飛行）ならゲッター2だ」「海中での戦いに空中戦のゲッター2はあるかよ」という號のセリフがあり、こちらの方がより飛行能力に特化していると思われる。右手のドリルと左手に内蔵されている（と思われる）マシンガンで戦闘を行い、（事実上のトルネードアタックに当たる攻撃方法を除いて）アニメ版で使用された武器はまったく登場しなかった。
ゲッター3
アニメ版の「ゲッター剴」に相当する。他の形態同様に「ゲッター3」と呼ばれ、「ゲッター剴」とは呼ばれていない。出番は一度きりであり、アニメ版とは頭部や胸部放熱板など細部のデザインがやや異なる。武器はアニメ版のインパクトキャノンの弾体部分を砲身とした砲撃と、各種ミサイルなどの実弾のみの使用となっており、その他の武装（アニメ版のハープンキャノンやブレストビームに当たる武器）は披露しなかった。

#### 漫画のみのメカ
ゲッターマシン輸送車両（正式名不詳）
ゲッターマシン各機をそれぞれ格納した秘密運搬車両。通常の一般車両の数倍の巨大サイズを誇る。コンテナ上部が後方に大きく展開し、走行中でもゲッターマシンを発射台から直接発進させることが可能（カタパルト機能を有しているかどうかは不明）。
真ゲッターロボ
アラスカ戦線でゲッターロボを失った號達が乗り込む、ゲッター線で動く「本当のゲッターロボ」。廃墟となっていた早乙女研究所の地下に、15年に亘って封印状態にあった。アニメ版『ゲッターロボ號』にはいっさい登場しないが、後に漫画版の描写や要素を採り入れたアニメがいくつも作られたことによって、アニメにおいても活躍の場を得た。詳細は真ゲッターロボを参照。作中では常にゲッター1状態のままで、ゲッター2にあたると思しき形態は（ゲッター1の体から湧き出るような形で上半身のみ出現）登場するもののゲッター3の出番はなく、分離や合体も描かれなかった（それらが明らかになるのは、後の各媒体において設定が作られてからになる）。
ステルバーα04
アメリカ陸軍所属のスーパーロボット。全長25m、総重量18.2t。パイロットとガンナーの2人乗りで、搭乗員はシュワルツコフとジョン・ランバート。名前の通りステルス戦闘機に変形する。また、戦闘機形態のままロボット形態の顔、という中間形態にも変形できる。全身にミサイルを大量に内蔵しており、全周にミサイルを打ち出せる。人型形態では、手持ち式の銃器（ゲッター1と同様に、エネルギーケーブルのようなものが本体と繋がっており実体弾ではないと思われる。なおシーンによってはケーブルが接続されていないが、有線・無線が選択できるのかどうかが定かでないのもまた同様である。）のほか、戦闘機形態の翼を使ったブーメラン等も使う。恐竜帝国編では同型機（ステルバーF24、F28他）が登場するため、量産されているようである。
ビィートT23
アメリカ陸軍の陸戦闘用試作メカ。全長8.2m、総重量10.8t。連合軍攻撃基地テキサスに偵察用として1機積まれていたものを、ゲッターロボがオーバーホール中の號が乗って出撃した。武装は貧弱だが、手足を引っ込めると独楽(画鋲に近い)のような形態になる。この形態での高速回転は、メタルビーストを貫通する威力を持ち、数体を撃破している。しかしコクピットが耐回転・耐G構造になっていない。
ロボスーンT520
カナダ陸軍所属のスーパーロボット。全長28m、総重量111t。二人乗りでパイロットはボブ・ホスナー、サム・ホスナー（二人の続柄は不明）。ともに階級は少尉。両足が巨大ローラーになっている(股関節にローラーが接続されている)。上半身をローラー部分に収納し、完全な円柱形態にもなれる。初登場の時は、この形態で多数の敵をひき潰した。初期には、胸部に三連のビーム砲があったが、胸部の砲は廃止され、両肩に大砲を装備する改修がされた。恐竜帝国編では1コマだけ、モノアイと手がクローになったタイプが描かれており、これが量産機なのか試作機なのかは不明。
ステルボンバー4000（ステルボンバーT4000）
超大型爆撃機に変形する米軍製スーパーロボット。全長82.4m、全幅120.4m、航続距離10200km。メインパイロットはシュワルツコフと翔の2名だが、初登場時の爆撃機形態では操縦席の後ろに3名以上の搭乗員が確認できる。このときの会話によれば「小さな国くらい破壊できるほどの爆弾を搭載した空飛ぶ要塞」だという。「ステル」の名を冠するが、典型的なステルス機の外観をしておらず、また劇中での言及もないためステルス機であるかどうかははっきりしない。
移動メカニック機クジラ2005D
通称クジラ。アラスカ戦線で中破したゲッターロボの元へ、神隼人が送り込んだ大型航空機。内部にゲッターを丸ごと格納したまま、たとえ飛行中でも修理や整備が可能。ゲッターロボに大改修を施したのち、大気圏高々度のメタルビーストを攻撃に向かうゲッター1を、限界高度ギリギリまで乗せて飛び、作戦を支援した。
連合軍攻撃基地テキサス
陸戦用戦艦テキサスとも。全長150m、全幅28.3m、口径840mmドーバァー（ドーヴァー）砲1門、対地レーザー2門他多数、アメリカ軍所属の巨大陸上戦艦。アラスカ戦線の連合軍側の移動基地であり、決戦においてドラゴンタートルに特攻をかけ相討ち・轟沈する。
移動基地ドラゴンタートル
アラスカ戦線でヤシャが指揮するランドウ軍の巨大移動要塞。総重量はテキサスの10倍、火力も10倍以上の超大型艦である。
AV58
ランドウが日本各地（とりわけ都市部）に送り込んで、日本政府の脅迫に用いた自走式の“自爆メカ”。巨大なドームのような形状で、地上を整地するかのように移動する。隼人たちは当初「今までにないタイプのメタルビースト」とみなしていたが、実際にメタルビーストに分類されるか否かは不明。各都市に鎮座すると周囲に糸かワイヤーのような触角を張り巡らし、それに触れたり小さな震動を与えたりするだけで自爆する。爆発した場合、メガトン級の核爆発に匹敵する破壊力を示すものの放射能は検知されず、その原理は明らかでない。
ムウ(正式名不明）
シベリア戦線の連合軍における暗号名で正式名は不明。地表を広範囲にマグマの海に変えてしまう「マグマ砲」を頭部口腔内に備え、人類のロボット軍団がまともに相手にならないほどの、巨大な体と圧倒的なエネルギーを持つ。メカザウルスに分類されるかどうかは不明。ステルボンバーとロシア軍のボルガによる決死の砲撃により倒されるが、全身から溶岩を吹き出し周囲を火の海にする。
ジャテーゴ搭乗機（名称不明）
四方に伸びた巨大な竜のような四つの首と、その中央に女帝ジャテーゴ自ら搭乗するロボットが配置されている恐竜帝国の決戦兵器。真ゲッターを倒すべく、進軍するベガゾーンの地下から出現したが、真ゲッターの人智を超えた力に翻弄され融合・吸収される。
デビラ・ムウ
マグマを利用した大気変換装置を持つという、ランドウの協力のもと、ベガゾーンで開発されていた恐竜帝国の切り札。ジャテーゴ搭乗機と真ゲッターの戦いに割って入ったメカ・最終兵器ムウは、その役割・機能からこのデビラ・ムウのことだと思われるが断定できるだけの材料がない。その最終兵器ムウは、地球の自転を狂わせ大気をすべて変えるべく活動していたが、真ゲッターに襲いかかったことで逆に融合され取り込まれてしまう。

#### ゲーム『ゲッターロボ大決戦!』における変更点
『ゲッターロボ大決戦!』では漫画版のデザインながら、アニメ版の技を使用している。
- ゲッター號は「ナックルボンバー」「レッグブレード」、発射場所・方法を変更した「マグフォースサンダー」を装備している。またアームガンには「ハンディミサイルキャノン」の名前が付けられている（アニメ版のプロト・ゲッターに、よく似た名前の武器として「ハンディミサイル砲」があるが、あちらは携行兵器である）。デザインが漫画版である都合上「ブーメランソーサー」はない。さらにはGアームライザーと合体して、スーパーゲッター號にまでパワーアップする。なお『スーパーロボット大戦』では戦闘用ゲッターロボの源流となったゲッターロボGと対決しており、その際には通常エネルギー動力でありながら、ゲッター線駆動のゲッターロボGと対等に渡り合った。
- ステルバーα04のマシンガンは「STブラスター」、ブーメランは「ブーメランウイング」と名づけられている。

### 商品化
- スタジオハーフアイがネジ流可動シリーズから立体化した。剣（ソードトマホーク）、アームガン、ショットガンが付属する。後期タイプのフェイスパーツは通販限定。ディティールは原作に近く、剣はゴールド一色成型で細かなアレンジは付加されていない。合体変形はしないものの、気分だけは楽しめるように分割できる。ステルバーもアナウンスされていたが発売されなかった。
- 2010年5月には、海洋堂のリボルテックにゲッター號がラインナップされた。背部ブースターにはローターのない原作準拠のディテールで、全身のスタイリング（フォルム）は造形を担当する山口勝久が独自にアレンジしたもの。頭部および手首のパーツは漫画の初期版「ゲッター1」に準じたものの他、アラスカ戦線編のクライマックスで活躍した「ゲッター號」を再現したものも付属する。武器類は大きさ・ディテール共にアレンジされたソードトマホークのほか、中折れ式の対メタルビーストハンドカノン、ハンドカノン用弾丸（実際にライフルに装填が可能）とそのホルダー、プラズマソードといったオリジナルのものが付属する。

## タイアップ作品
本作は『ロボットガールズZ』に登場している。こちらではGアームライザーは量産されており、ゲッター翔（「翔ちゃん」）およびゲッター剴（「剴の嬢」）の強化パーツとしても装着可能。また「號ちゃん」にGアームライザーを装備した、スーパーゲッター號（「スーパー號ちゃん」）をさらに強化した場合、合金玩具「スーパー合体 スーパーゲッターロボ號」における強化型を彷彿とさせる（両肩にはハープンキャノン、腕にはビームキャリアを装備した）「DX號ちゃん」となる。なお、『スーパーロボット大戦』シリーズにも原作版のゲッターロボや後続作品のネオゲッター等は登場しているが、アニメ版がモチーフとなったユニットは本作が初となる。